# Rodolfo Luís Weber
Rodolfo Luís Weber (* 30. August 1963 in Bom Princípio) ist ein brasilianischer Geistlicher und römisch-katholischer Erzbischof von Passo Fundo.

## Leben
Rodolfo Luís Weber empfing am 5. Januar 1991 die Priesterweihe.
Papst Benedikt XVI. ernannte ihn am 25. Februar 2009 zum Prälaten von Cristalândia. Die Bischofsweihe spendete ihm der Erzbischof von Porto Alegre, Dadeus Grings, am 15. Mai desselben Jahres; Mitkonsekratoren waren Heriberto Hermes OSB, emeritierter Prälat von Cristalândia, und Jacinto Inácio Flach, Weihbischof in Porto Alegre. Als Wahlspruch wählte er IDE E EVANGELIZAI.
Papst Franziskus ernannte ihn am 2. Dezember 2015 zum Erzbischof von Passo Fundo. Die Amtseinführung fand am 24. Januar 2016 statt.